# 20 Brygada Zmechanizowana

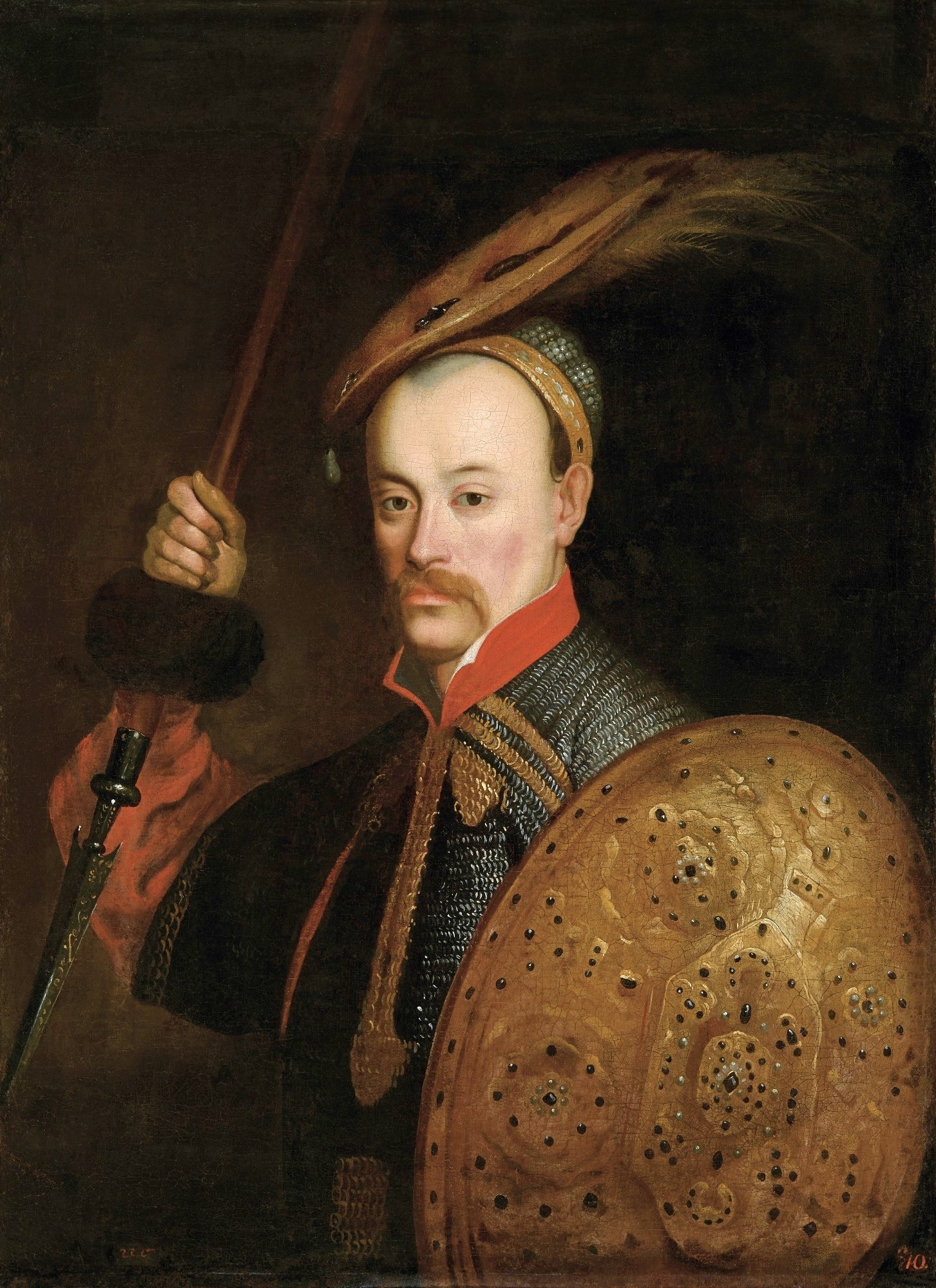
Wincenty Korwin Gosiewski, patron 20 BZ

20 Bartoszycka Brygada Zmechanizowana im. Hetmana Polnego Litewskiego Wincentego Gosiewskiego (20 BZ) – jednostka Wojska Polskiego.

## Formowanie i zmiany organizacyjne
Brygada została sformowana w 1994 r. w oparciu o 75 Ośrodek Materiałowo-Techniczny (OMT) jako jednostka 15 Dywizji Zmechanizowanej. Odtworzenie brygady wiązało się z realizacją planu utworzenia tzw. "ściany wschodniej" w celu zabezpieczenia terytorium Polski przed ewentualnym atakiem ze wschodu. Wcześniej we wschodniej części Polski znajdowały się tylko jednostki głęboko skadrowane oraz bazy materiałowo techniczne (w tym 75 OMT).
Po rozwiązaniu 15 Dywizji Zmechanizowanej z dniem 18 lipca 2001 r. brygadę podporządkowano dowódcy 16 Pomorskiej Dywizji Zmechanizowanej.
Brygada stacjonuje w Bartoszycach oraz Morągu. W grudniu 2022 do batalionu czołgów w Morągu trafiło pierwszych 10 czołgów podstawowych K2 Black Panther. Tym samym 20 Brygada Zmechanizowana stała się pierwszym związkiem taktycznym wyposażonym w ten typ sprzętu wojskowego.

## Tradycje brygady
Na podstawie decyzji Ministra Obrony Narodowej z dniem 15 lipca 1995 r. brygada przejęła tradycje:
- 2 Dywizji Litewsko- Białoruskiej 1918-1920
- 20 Dywizji Piechoty  (1920-1939).

Jednocześnie nadano brygadzie wyróżniającą nazwę „Bartoszycka” oraz imię Hetmana Wincentego Gosiewskiego.

## Sztandar brygady
Płatem sztandaru jest biała tkanina o kwadratowym kształcie, na której znajduje się wykonany z czerwonej tkaniny krzyż maltański. Pośrodku krzyża, w czerwonym kręgu, znajdują się dwie gałązki wawrzynu, ułożone w kształcie otwartego w górnej części wieńca, a w jego środku umieszczony jest wizerunek orła białego. Pomiędzy ramionami krzyża, w rogach płata, są umieszczone wieńce wawrzynu, a w nich oznaczająca brygadą cyfra 20. Na rewersie płata sztandaru umieszczony jest w trzech wierszach napis BÓG – HONOR – OJCZYZNA – dewiza żołnierza polskiego. Pomiędzy ramionami krzyża w rogach płata są umieszczone wieńce wawrzynu wraz z herbami: Bartoszyc, Mławy, Hetmana Wincentego Gosiewskiego oraz odznaką pamiątkową 15 Warmińsko-Mazurskiej Dywizji Zmechanizowanej im. Króla Władysława Jagiełły.

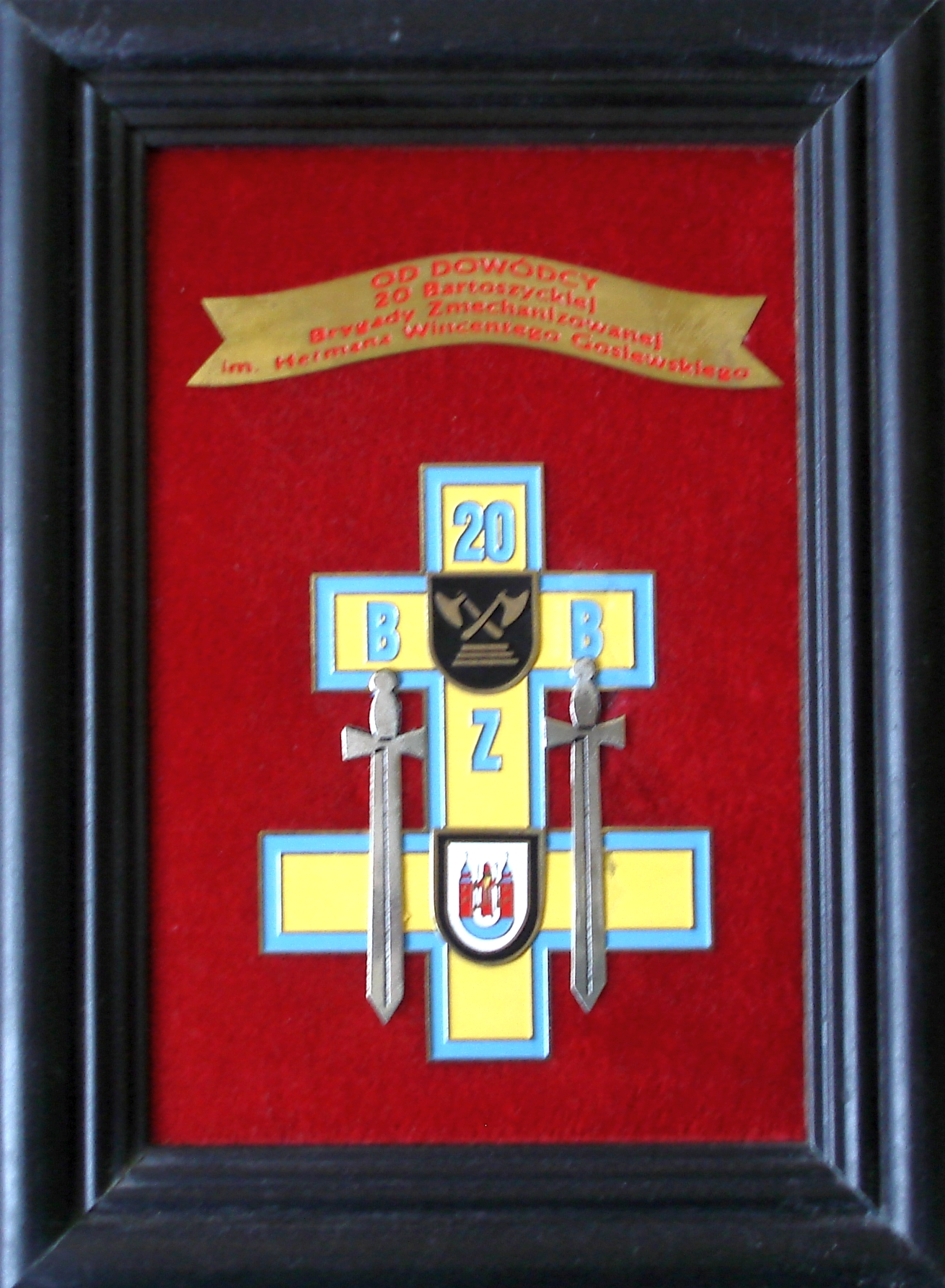
Ryngraf 20 BZ

## Struktura organizacyjna (2000)
- dowództwo i sztab
- batalion dowodzenia
- batalion saperów
- 1 batalion zmechanizowany
- 2 batalion zmechanizowany
- batalion czołgów
- batalion szkolny
- dywizjon artylerii samobieżnej
- dywizjon przeciwlotniczy
- kompania rozpoznawcza
- kompania remontowa
- kompania zaopatrzenia

Sprzęt bojowy: brygada uzbrojona jest w bojowe wozy piechoty BWP-1, czołgi podstawowe T-72 oraz K2 Black Panther, opancerzone samochody rozpoznawcze BRDM-2, samobieżne haubice 2S1 Goździk i armaty przeciwlotnicze ZU-23-2.

## Dowódcy
- płk dypl. Wiesław Zabielski (1994–1998)
- płk dypl. Andrzej Cygan (1999–2002)
- płk dypl. Ryszard Jabłoński (2002–2005)
- gen. bryg. Grzegorz Buszka (2005–2007)
- gen. bryg. Leszek Surawski (2008–2010)
- gen. bryg. Andrzej Danielewski (2010–2011)
- gen. bryg. Jarosław Mika (2011–2013)
- płk dypl. Piotr Żurawski (2013–2015)
- płk dypl. Janusz Wiatr (2015–2018)
- płk/gen. bryg. Jacek Ostrowski (2018–2020)
- płk/gen. bryg. Piotr Kriese (2020–2022)[5]
- płk/gen. bryg. Tomasz Biedziak (od 5 sierpnia 2022[6][7])

## Przekształcenia
75 pułk piechoty → 75 pułk zmechanizowany → 75 Ośrodek Materiałowo-Techniczny → 20 Brygada Zmechanizowana